# Río Picha
Der Río Picha ist ein 150 km langer linker Nebenfluss des Río Urubamba am Ostrand der Anden in Südzentral-Peru. Er verläuft innerhalb der Provinz La Convención der Region Cusco.

## Flusslauf
Der Río Picha entspringt an der Ostflanke des mittleren Abschnitts der Cordillera Vilcabamba im äußersten Westen des Distrikts Echarati auf einer Höhe von etwa 4050 m. Das Quellgebiet liegt an der Wasserscheide zum weiter westlich fließenden Río Apurímac, etwa 7,5 km südöstlich der höchsten Erhebung der Cordillera Vilcabamba Norte. Der Río Picha durchquert anfangs das Bergland in nordöstlicher Richtung. Bei Flusskilometer 85 wendet sich der Río Picha nach Norden und fließt nun entlang der Ostflanke des Gebirges. Ab Flusskilometer 58 fließt der Río Picha in Richtung Nordnordost. Bei Flusskilometer 55 trifft der Río Parotori von rechts auf den Río Picha. Bei Flusskilometer 40 passiert der Fluss die am rechten Ufer gelegene Siedlung Puerto Huallana. Bei Flusskilometer 20 biegt der Río Picha in Richtung Nordnordwest ab. Er wird nun durch einen Höhenrücken vom 2,5 km weiter östlich fließenden Río Urubamba getrennt. 11 Kilometer oberhalb der Mündung trifft noch der Río Pangoreni von links auf den Río Picha. Dieser mündet schließlich 1,5 km südlich der Ortschaft Kirigueti auf einer Höhe von etwa 335 m in den Rìo Urubamba.

## Einzugsgebiet
Der Río Picha entwässert ein Areal von etwa 3765 km². Dieses liegt im Westen der Distrikte Echarati und Megantoni und erstreckt sich über einen Großteil der Ostflanke der nördlichen Cordillera Vilcabamba. Im Osten des Einzugsgebietes befinden sich niedrige vorandine Höhenkämme. Das Gebiet ist überwiegend mit tropischem Regenwald bedeckt. Das Einzugsgebiet des Río Picha grenzt im Osten an das des oberstrom gelegenen Río Urubamba, im Süden an das des Río Mantalo, im Westen an das des Río Ene sowie im Norden an das des Río Huipaya.

## Ökologie
Der äußerste Westen des Einzugsgebietes in den Hochlagen der nördlichen Cordillera Vilcabamba liegt im Nationalpark Otishi. Die östlich an den Nationalpark angrenzenden mittelhohen Lagen liegen im Schutzgebiet Reserva Comunal Machiguenga.